# Tioamid

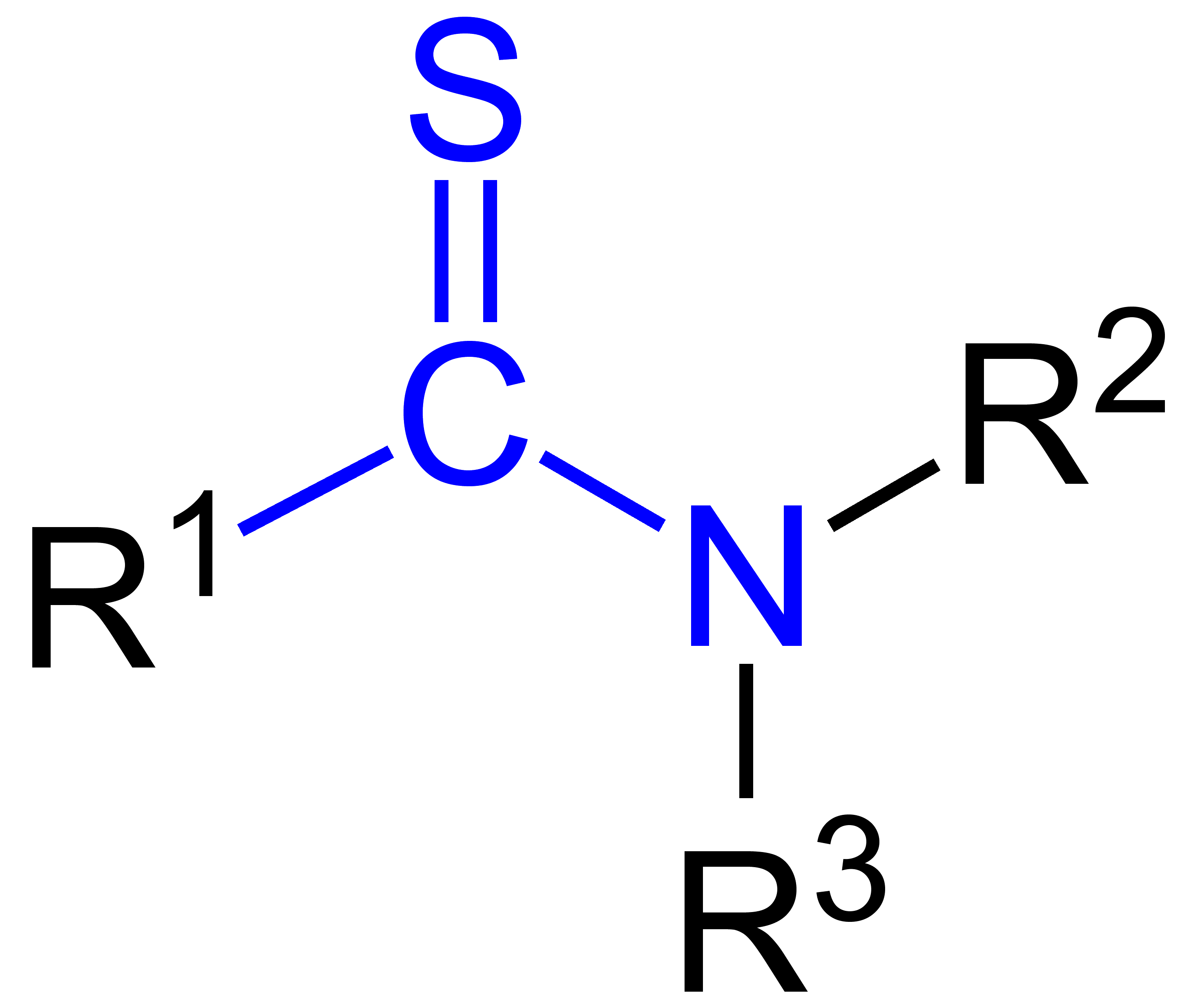
Den generella strukturformeln för en tioamid.

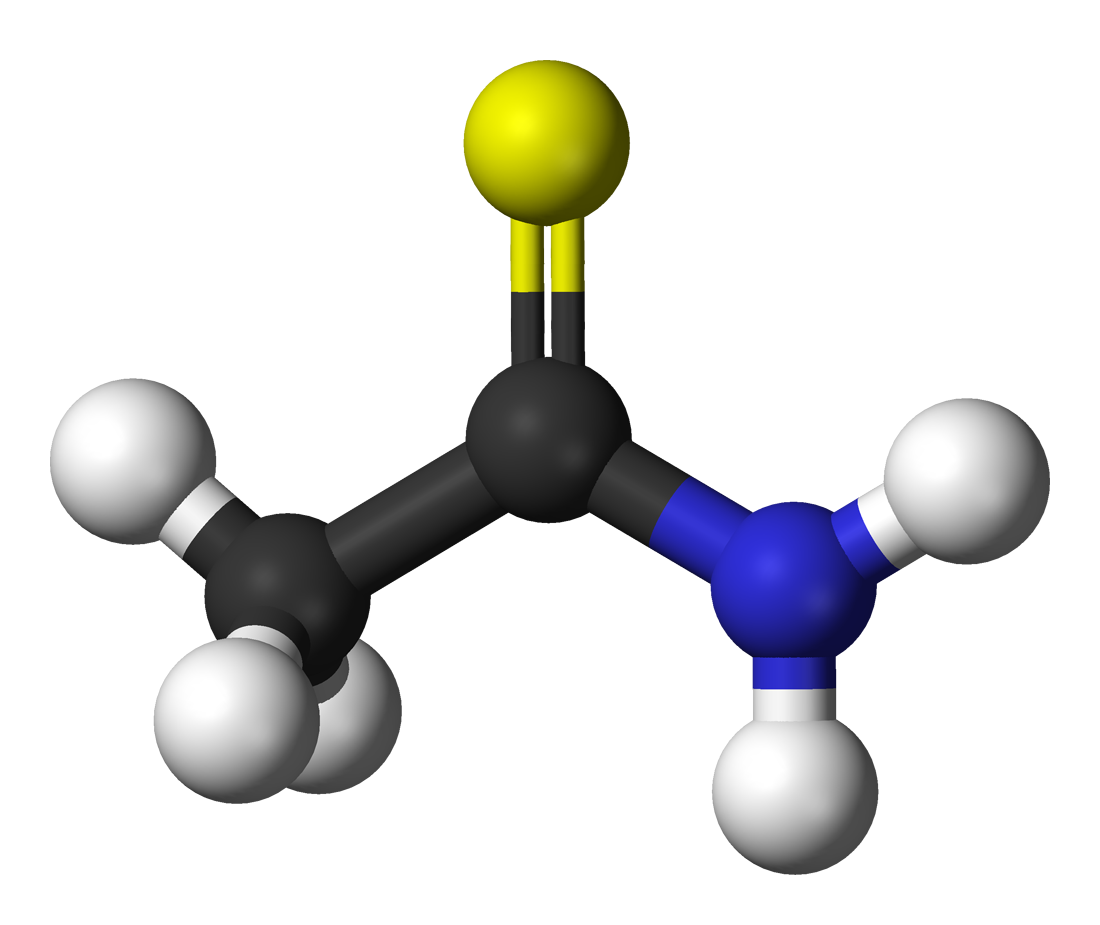
Tioacetamid är ett exempel på en tioamid.

En tioamid är en funktionell grupp som är analog med en amid. Det som skiljer en tioamid från en amid är att en svavelatom har tagit syreatomens plats. En märkbar skillnad är att tioamider kräver högre energi för att roteras runt C–N-bindningen.
Tioamider kan framställas ur motsvarande amid genom reaktion med Lawessons reagens.